# Огненно-спинная расписная танагра
Огненно-спинная расписная танагра (лат. Ramphocelus flammigerus) — вид птиц из семейства танагровых.

## Таксономия
Подвидов не выделяют. Известны гибриды с Ramphocelus icteronotus.

## Распространение
Обитают в Центральной и на севере Южной Америки.

## Описание
Длина тела 18 см. Самец почти полностью чёрный; голова бархатисто-чёрная, с очень короткими, густыми перьями. Середина спины к надхвостью и надкрылья блестящие огненно-алого цвета. Радужная оболочка от малинового до тёмно-бордового цвета, клюв светло-сине-серый, его кончик чёрный; ноги темно-рогово-серые. Отличается от очень похожих R. passerinii и R. costaricensis тем, что красный цвет верхней части тела более алый (менее темно-красный) и более обширный по распространению, заходит дальше вверх на спине. Самка сверху от черновато-коричневого до коричневого цвета, обычно с небольшими пятнами на спине, с красновато-оранжевыми надхвостьем и кроющими хвоста; сторона головы коричневая, часто несколько смешанная с тусклым и серым, горло тусклое, серовато-желтое, нижняя сторона тела бледно-желтая, большое диффузное красновато-оранжевое пятно на грудке, образующее нечеткую полосу, подхвостье обычно тускло-красное или смешанное с красновато-желтым. Неполовозрелый самец подобен самке; юный самец чёрный в крапинку.

## Биология
Питаются фруктами и членистоногими. Яйца бледно-голубые.